# 대안신당
대안신당(代案新黨)은 민주평화당에서 갈라져 나온 비당권파가 결성하였던 정당으로, 2020년 1월 12일에 창당됐다. 또한 대안신당은 2020년 2월 24일에 바른미래당, 민주평화당과 통합하여 민생당이 되었다.

## 역사
- 2019년 7월 16일: 민주평화당 소속 국회의원 9명이 변화와 희망의 대안정치연대 결성 (바른미래당 소속 장정숙 비례대표 의원 1명 별도)
- 2019년 8월 12일: 민주평화당 소속 국회의원 9명 탈당 (바른미래당 소속 장정숙 비례대표 의원 1명 별도)
- 2019년 11월 17일: 국회의원 8명 참여 (바른미래당 소속 장정숙 비례대표 의원 1명 포함, 이용주, 정인화 의원 불참) 창당준비위원회 출범
- 2020년 1월 12일: 국회의원 7명 참여 (바른미래당 소속 장정숙 비례대표 의원 1명 제외) 대안신당 창당

## 지도부

### 변화와 희망의 대안정치연대
2019.07.16 ~ 2019.11.17
- 대표 : 유성엽
- 간사 : 장병완
- 수석대변인 : 장정숙
- 대변인 : 김정현
- 원외준비모임 위원장 : 부좌현
- 창당준비기획단 조직위원장 : 최경환

### 창당준비위원회
2019.11.17 ~ 2020.01.12
- 위원장: 유성엽
- 창당기획단장: 장정숙
- 정강정책기초위원장: 윤영일
- 당원기초위원장: 김종회
- 수석대변인: 최경환
- 인재영입위원장: 천정배
  - 인재영입위원: 유성엽, 박지원, 장병완

### 초대 지도부
2020.01.12 ~ 2020.02.24
- 당대표: 최경환
- 최고위원: 장정숙, 윤영일, 김종회
- 원내대표: 장정숙
- 정책위의장: 윤영일
- 사무총장: 김종회
- 수석대변인: 장정숙